# Elisa Loncón
Loncon  Antileo est un nom espagnol. Le premier nom de famille, en général paternel, est Loncon ; le second, en général maternel, souvent omis, est Antileo.
Elisa del Carmen Loncón Antileo, née le 23 janvier 1963 à Traiguén (Araucanie), est une universitaire, linguiste, militante pour les peuples indigènes et femme politique chilienne appartenant au peuple mapuche.
Après avoir été élue membre de l'assemblée constituante par la macrozone 1 (régions de Coquimbo, Valparaíso, Santiago, O'Higgins et du Maule) en tant que représentante mapuche, elle est, du 4 juillet 2021 au 5 janvier 2022, la présidente de cette assemblée, institution représentative qui a pour objectif la rédaction du projet de nouvelle Constitution. 

## Biographie

### Famille
Elisa Loncón naît le 23 janvier 1963 dans la communauté mapuche de Lefweluan, dans la commune de Traiguén. Elle a six frères et sœurs. Sa mère, Margarita Antileo Reiman, participe dans les années 1970 à une initiative d'autogestion du territoire dans la zone de Lumaco-Quetrahue. Son père, Juan Loncón, est un fabricant de meubles qui a appris à lire en autodidacte à l'âge de 17 ans et qui dans les années 1970 milite pour le parti socialiste et est candidat aux législatives. L'arrière arrière grand-père et l'arrière grand-père d'Elisa Loncón ont combattu contre l'occupation militaire de l'Araucanie en 1883. La langue maternelle d'Elisa Loncón est le mapudugun.

### Études
Issue d'une communauté défavorisée, elle doit marcher huit kilomètres sur un chemin de terre pour aller à l’école durant son enfance.
Durant ses études, elle participe à la lutte contre la dictature au sein de plusieurs organisations de gauche et mapuches. Elle obtient le diplôme de professeure d'anglais à l'université de la Frontière, et suit des cours à l'Institut d'Études Sociales de la Haye (Pays-Bas) et à l'université de Regina (Canada). Elle possède un magister en linguistique de l'université autonome métropolitaine (Mexique), un doctorat en sciences sociales de l'université de Leyde (Pays-Bas) et un doctorat en littérature de l'université pontificale catholique du Chili,,.
Elle a fait partie du groupe théâtral de l'organisation Ad Mapu, et a participé en 1992 à la création du drapeau mapuche Wenufoye (drapeau contemporain),,.

### Carrière
Elle commence sa carrière de professeure en enseignant l'anglais et le mapudungun dans l'Araucanie et en collaborant avec le ministère de l'éducation, l'UNESCO et diverses universités. Elle conseille le Secrétariat à l'éducation publique du Mexique en mettant en avant l'éducation interculturelle.
En 1997, elle publie Crear nuevas palabras. Innovación y expansión de los recursos lexicales de la lengua mapuche (Créer de nouveaux mots. Innovation et expansion des ressources lexicales de la langue mapuche) avec Francesco Chiodi, dans lequel sont abordées différentes formes de néologisme qui peuvent s'appliquer au mapudungun.
Elle a notamment impulsé le projet de Loi Générale des Droits Linguistiques des Peuples Autochtones,, présenté en juillet 2014 par un groupe de neuf députés, dont l'actuel président chilien Gabriel Boric en sa qualité de député pour la Région de Magallanes et de l'Antarctique chilien. En 2015, lors de sa participation au programme Kulmapu, de la fondation VTR, elle indique qu'elle souhaite promouvoir un projet de loi de « droits linguistiques ».
Elle est professeure à temps complet de l'université de Santiago du Chili, et se consacre à la recherche sur l'enseignement du mapudugun et sa persistance dans le contexte contemporain.

## Assemblée constituante

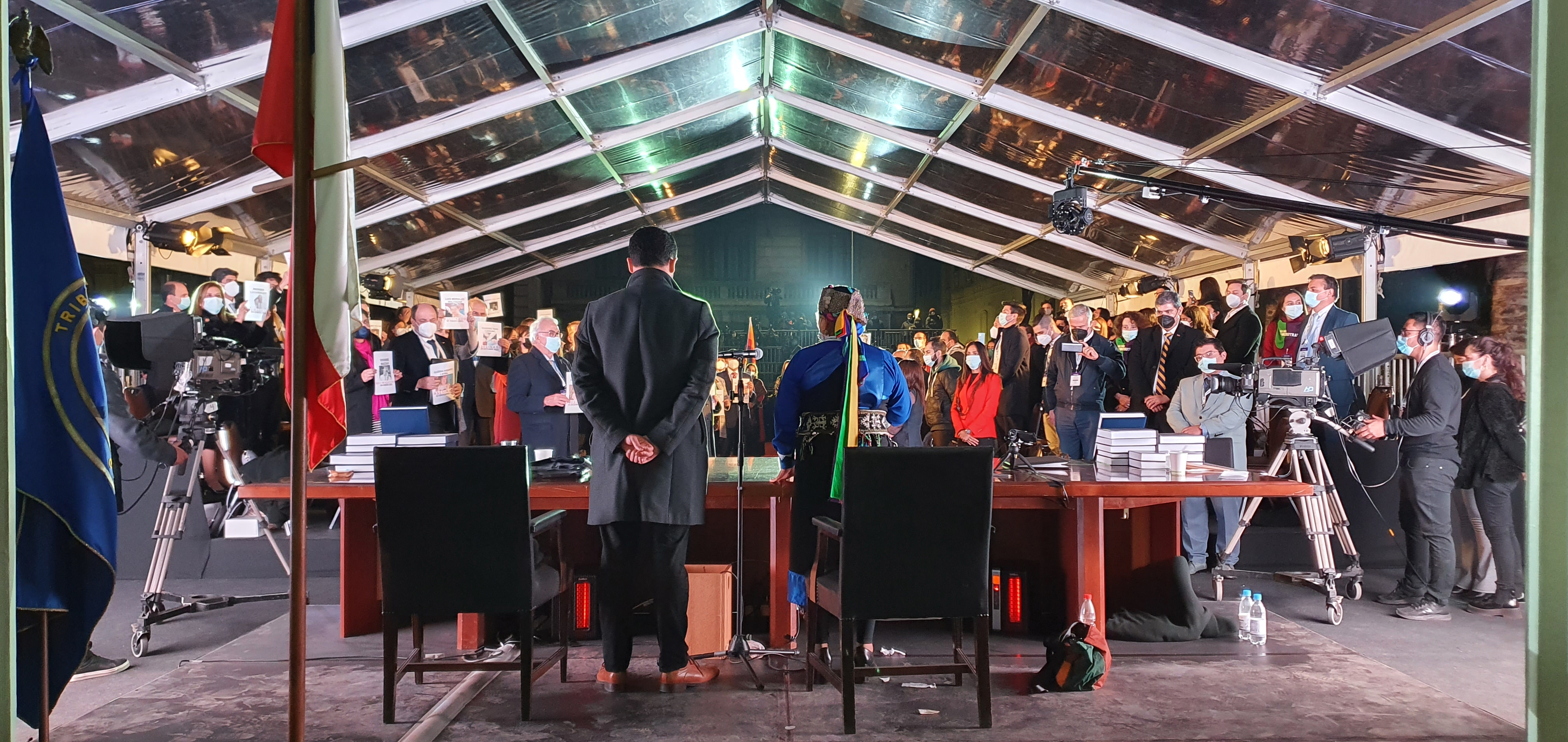
Instant où la présidente de l'Assemblée constituante chilienne Elisa Loncón demande une minute de silence pour les personnes ayant perdu la vie en luttant pour un Chili meilleur, comme premier acte de sa présidence.

En mai 2021, elle est élue membre de la convention constituante, en tant que représentante de la population mapuche des régions de Coquimbo, Valparaíso, Santiago, O'Higgins et du Maule. Elle occupe un des 17 sièges réservés au peuple originaires dans l'Assemblée constituante,. Elle déclare vouloir défendre une transition vers un modèle économique plus égalitaire, la reconnaissance des peuples indigènes et une meilleure distribution du pouvoir.
Le 4 juillet 2021, pendant la cérémonie inaugurale, elle est élue présidente de l'Assemblée constituante, en obtenant 96 des 155 votes lors du second tour. Elle est élue avec les voix des indigènes, des socialistes, des communistes et des indépendants,.
En septembre 2021, Time l'inclut dans sa liste des 100 personnalités les plus influentes de 2021.

## Sélection de publications
Elle participe à la rédaction des publications suivantes (liste non-exhaustive) :
- Crear nuevas palabras. Innovación y expansión de los recursos lexicales de la lengua mapuche, F Chiodi, E Loncón, 287 pages, 1999
- Educación mapuche y educación escolar en la Araucanía: ¿doble racionalidad educativa?, Daniel Quilaqueo Rapimán, Segundo Quintriqueo Millán, Enrique Hernán Riquelme Mella, Elisa Loncón Antileo, 2015
- Predominancia de la educación emocional occidental en contexto indígena: necesidad de una educación culturalmente pertinente, Enrique Riquelme Mella, Daniel Quilaqueo Rapimán, Segundo Quintriqueo Millán, Elisa Loncón Antileo, 2015
- Noción de educador tradicional mapuche en contextos urbanos, desde la perspectiva de la dupla pedagógica, Silvia Castillo Sánchez, Elisa Loncon Antileo, 2015

## Historique électoral

### Élections constituantes de 2021
- Élections constituantes chiliennes de 2021, pour le peuple mapuche, macrozone 1 (Coquimbo, Valparaíso, Région Métropolitaine, O'Higgins et Maule)[19]

| Candidature          | Votes  | %    | Résultat |
| -------------------- | ------ | ---- | -------- |
| Elisa Loncón Antileo | 11 708 | 5,37 | Élue     |
| Isabel Cayul         | 11 352 | 5,21 |          |
| Luz Cheuquel         | 7 255  | 3,33 |          |
| Alihuén Antileo      | 7 034  | 3,23 |          |
| Iván Cheuquelaf      | 3 660  | 1,68 |          |